# Альтернативные медиа

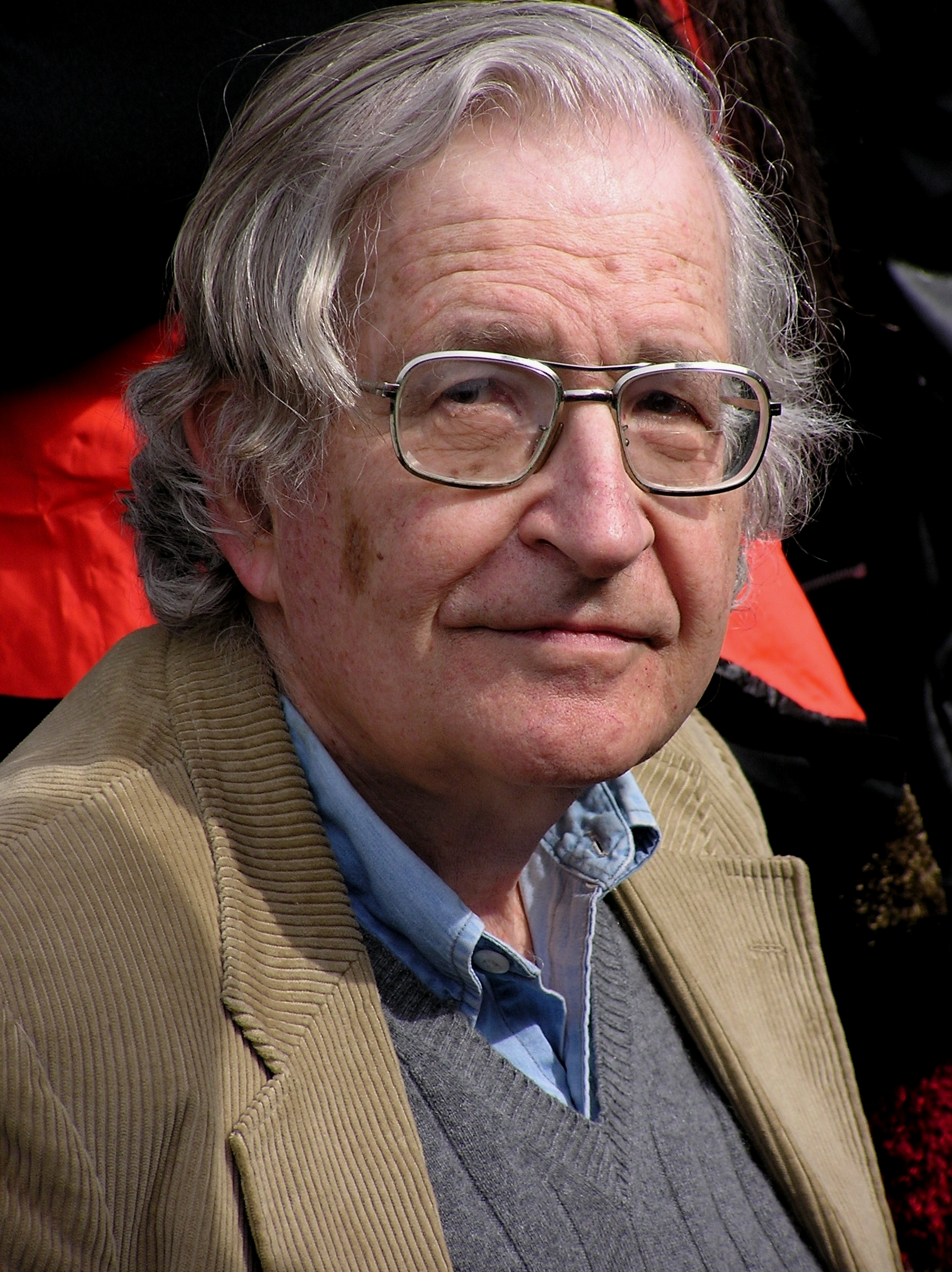
Ноам Хомский

Альтернати́вные ме́диа (англ. alternative media) — по определению Ноама Хомского, это те СМИ, которые не отражают точку зрения корпораций и/или государственных структур. В российской же прессе термин употребляют для обозначения альтернативной формы рекламы (сюда причисляют онлайн, мобильную и цифровую наружную рекламу) или говоря о характере дистрибуции (альтернативной традиционной схеме распространения печатной продукции). То есть речь о том, что в Америке называют «новыми медиа» (англ. new media). Изменения медиа-ландшафта и развитие сети Интернет рассматриваются российскими экспертами именно как развитие альтернативы прессе и телевидению, однако Хомский имел в виду совсем иной аспект, подразумевая скорее такие формы медиа-коммуникации как самиздат. Хотя несомненно: любые инновации медиа-отрасли адаптируются мейнстримом, если эти приёмы несут в себе коммерческий потенциал.

## Параметры
Ноам Хомский отмечал, что в целом модель американской медиа-индустрии дублируется почти во всём мире. Он описал пять т. н. фильтров отрасли, своего рода критерии альтернативности СМИ:
1. Форма собственности
2. Источники финансирования
3. Источники информации
4. Особая форма лоббизма (т. н. flak)
5. Идеология

В эссе 1993 года «Культурное блокирование: хакерство, рубка и пиратская реклама в Империи Знаков» Марк Дери задокументировал появляющиеся тактики основ сопротивления (медиа хакерство, информационную войну, искусство террора и партизанскую семиотику) применяющиеся в отношении к «даже более назойливой инструментальной технокультуре, чей операционный метод заключается в достижении согласия через манипуляцию символами». В сленге общественного диапазона частот, термин «глушение» (блокирование) относится к попыткам «представить шумы в виде сигналов как при переходе от передатчика до приемника». «Культурные блокираторы» отказываются быть «пассивными покупателями» и отстаивают свои права вставлять альтернативные идеи в поток стереотипов.

Издатель Factsheet Five Майк Гандерлой (англ. Mike Gunderloy) полагает, что можно ставить знак равенства между альтернативной и подпольной прессой. Он ещё в 1991 году отмечал, что такого рода издания «никогда не публикуют рекламу дизайнерских джинсов».

## Примеры

### США

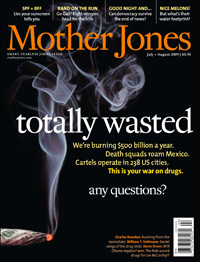
Обложка журнала Mother Jones, посвящённая провалу «войны с наркотиками»

Примерами альтернативных изданий в США служат Whole Earth Catalog, Boston Phoenix и Mother Jones. Подразумевается, что такого рода издания не приносят прибыли своим собственникам и теряют звание альтернативных как только выходят на уровень операционной рентабельности.

В США развитие пиратских радио шло по нарастающей с 1960-х годов, когда было открыто множество станций, и американский эпитет «free radio» воспринимался всеми в одном ряду с другими открытиями десятилетия: «free culture», «free love» и т. д. В Америке действует около сотни таких радиостанций, и поэтому можно говорить об американской альтернативной медиа-сцене как одной из самых разветвлённых в мире. Здесь есть музыкальные, культурные, экологические и анархические радио.

Самым интеллектуальным из подобных проектов считается «Alternative Radio», которое вещает с 1989 года.

### СССР и Россия
Самиздатские журналы в Советском Союзе представляли собой хрестоматийные образцы подпольной альтернативной прессы.
В постперестроечную эпоху ряд российских публицистов ставили эксперименты в сфере альтернативного медиатворчества. Можно отметить проекты Александра Проханова («Завтра»), Эдуарда Лимонова («Лимонка»), Евгения Додолева («Новый Взгляд») и прочие. Большинство такого рода начинаний коммерциализировались и/или маргинализировались к середине 90-х.
Альтернативность такого рода журналистики на уровне удачных опытов с новоязом и новой лексикой описывали Любовь Аркус и Дмитрий Быков ещё в 1987 году:

Язык прессы пока еще довольно однообразен, журналисты со сколько-нибудь индивидуализированным стилем — на вес золота. В газетах преобладает смесь двух новоязов: это язык прежней эпохи, сильно разбавленный англицизмами. Это молодое поколение — в основном дети тех самых шестидесятников Владимир Яковлев, Артём Боровик, Дмитрий Лиханов, Евгений Додолев, Александр Любимов, — уже берёт своё. Представители недавней «золотой молодёжи», выросшие в огромных квартирах или проведшие отрочество за границей, молодые выпускники международного отделения журфака МГУ, они начинают делать погоду на телевидении и в прессе. Отличные стартовые возможности и врождённое отсутствие страха позволяет им в течение полугода растабуировать все запретные темы и посетить все горячие точки, куда прежде не ступала нога советского журналиста.

Если оставить за рамками описания блогосферу, то из заметных попыток создать средство коммуникации, отвечающее критериям «фильтрации» по Хомскому, можно назвать арт-проект Moulin Rouge на том этапе, когда журнал де-факто отказался от размещения рекламы и медиаидеолог Марина Леско попыталась разработать идею «политического глянца» с альтернативной точкой зрения (под слоганом «Журнал нетрадиционной политической ориентации»), привлекая для работы не только сетевых знаменитостей, но и представителей российского истеблишмента для формирования экстравагантной трибуны вне доминирующего публицистического контекста.
Вписывается в систему фильтров по Хомскому и проект Юрия Грымова «Fакел»— журнал с девизом «для тех, кому больше всех надо», который существовал в 2001—2004 годах на спонсорские средства и позиционировался как «самое дорогое бесплатное издание в мире». В издании пропагандировался постмодернизм и набирающая силу сетевая культура, уделяя внимание всем формам актуального искусства.
Вне системы фильтров, но при этом альтернативными по концепции были в истории российской медиа-индустрии и другие глянцевые продукты: оригинальный журнал концерна Independent Media — «Культ личностей» и журнал «ОМ», которые не смогли «аккумулировать бюджеты, достаточные для оперативной рентабельности». Игорь Григорьев и Ярослав Могутин работали в «альтернативном» жанре и поэтому заслужили репутацию маргинальных журналистов.

### Пиратские ТВ-станции
- BB See — Ирландия, функционировала в 2005 и 2006 годах.
- Channel D — Дублин, Ирландия.
- Kanal X — работала в ГДР   .
- Lanesville TV — выходила в эфир по субботам с 1972 по 1977 годы (всего 258 выпусков) .
- LATELE — Барселона, Испания.
- Lucky 7 — Нью-Йорк, США — просуществовала два дня в апреле 1978 года.
- Network 21 — Лондон — получасовые выходы по пятничным вечерам 1987 года.
- Odelia TV — вещала в 1981 году в Израиле .
- Pirate Cat TV — калифорнийская станция  .
- Star Ray TV — Торонто.
- TV Syd — шведский проект .